# Aboubacar Sawadogo
Aboubacar Sawadogo (6 de agosto de 1991),[carece de fontes?] é um futebolista burquinense que atua como goleiro. Atualmente, joga pelo Rail Club du Kadiogo no qual foi campeão nacional em 2016.

## Carreira
Aboubacar Sawadogo fez parte do elenco da Seleção Burquinense de Futebol que conquistou o terceiro lugar no Campeonato Africano das Nações de 2017 disputa no Gabão.